# Време писца: животопис Добрице Ћосића
Време писца: животопис Добрице Ћосића је биографска књига Радована Поповића, објављена 2000. године, која на хронолошки начин представља књижевни и политички живот српског писца Добрице Ћосића. Овај животопис је, по речима аутора, написан „на основу богатог пишчевог дела и многобројних изјава и интервјуа које је писац давао у различитим приликама и временима“. Поповић се, поред тога, служио и архивском грађом, као и разговорима са самим Ћосићем и његовим савременицима и пријатељима.
Животопис је писан класичним биографским стилом, без изношења субјективних мишљења аутора. Он обухвата период од Ћосићевог рођења 1922. до 1999. године, а на крају књиге се налази кратак поговор Добрице Ћосића. Књига обилује фотографијама Добрице Ћосића из свих периода његовог живота, као и фотографијама личности, догађаја и места битних у Ћосићевом животу.
„Као што човек не зна шта стварно чини у садржајима изван непосредних потреба, тако некако не зна ни шта му је био живот у општијем значењу. Човек јавног посла и дела, какав је мој случај, и нема право на суд себи и свом делу.“ – из поговора који је за ову књигу написао Добрица Ћосић.